# Перепис населення США (1810)

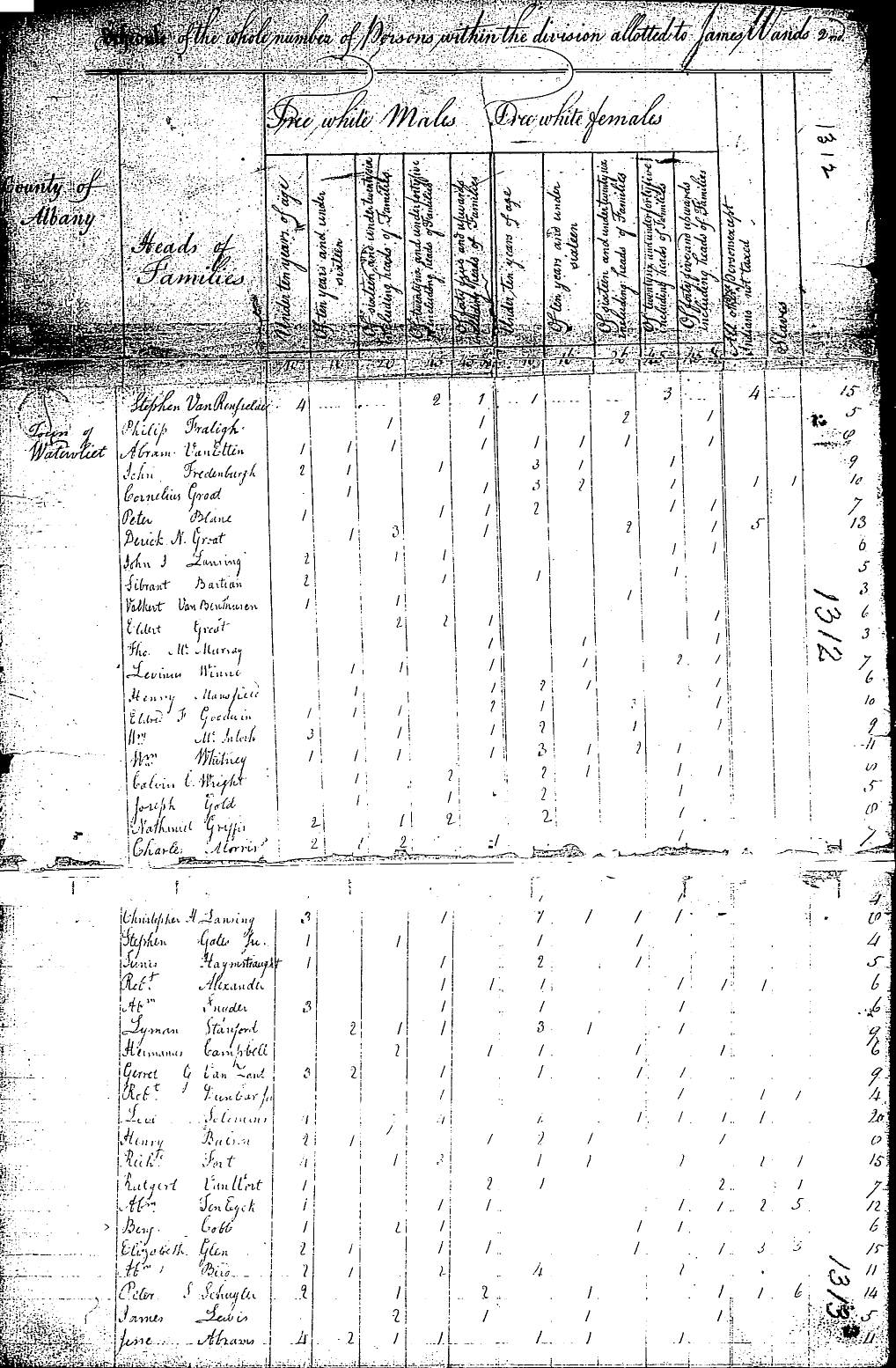
Бланк перепису населення США 1810 року

Перепис населення США 1810 року (англ. 1810 United States Census) — третій перепис населення в історії США, проведений 6 серпня 1810 року.
Перепис показав, що з 7 239 881 мешканців США 1 191 362 були рабами. Перепис населення 1810 року проходив також у новому штаті — Луїзіана. Результати перепису в штатах Джорджія, Міссісіпі, Нью-Джерсі, Огайо, Теннессі, а також у місті Вашингтоні (округ Колумбія) були загублені з роками.

## Питання
Під час перепису 1810 року ставилися такі питання (такі ж, як у попередньому перепису 1800 року):
1. Місто чи поселення.
2. Ім'я глави сімейства.
3. Число вільних білих чоловіків молодше 10 років.
4. Число вільних білих чоловіків у віці 10—16 років.
5. Число вільних білих чоловіків віком 16—26 років.
6. Число вільних білих чоловіків у віці 26—45 років.
7. Число вільних білих чоловіків старше 45 років.
8. Число вільних білих жінок молодше 10 років.
9. Число вільних білих жінок у віці 10—16.
10. Число вільних білих жінок віком 16—26.
11. Число вільних білих жінок у віці 26—45.
12. Число вільних білих жінок старше 45 років.
13. Загальне число вільних членів сім'ї.
14. Число рабів.

## Результати перепису
|    |                                    |                   |           |
|    | Місто                              | Штат              | Населення |
| 1  | Нью-Йорк                           | Нью-Йорк (штат)   | 119 734   |
| 2  | Філадельфія                        | Пенсільванія      | 53 722    |
| 3  | Балтимор                           | Меріленд          | 46 555    |
| 4  | Бостон                             | Массачусетс       | 33 787    |
| 5  | Чарльстон                          | Південна Кароліна | 24 711    |
| 6  | Нозерн-Лібертіз Northern Liberties | Пенсільванія      | 19 874    |
| 7  | Новий Орлеан                       | Луїзіана          | 17 242    |
| 8  | Саутворк                           | Пенсільванія      | 13 707    |
| 9  | Сейлем                             | Массачусетс       | 12 613    |
| 10 | Олбані                             | Нью-Йорк (штат)   | 10 762    |

## Доступність інформації
Інформації по кожному громадянинові, що брав участь у перепису 1810 року, не збереглося, але загальна інформація по невеликих територіях, включно з картографічними матеріалами, може бути завантажена з Національної історико-географічної інформаційної системи. 